# هکست (اکلاهاما)
هکست (به انگلیسی: Hext) یک منطقهٔ مسکونی در ایالات متحده آمریکا است که در شهرستان بکهام، اکلاهما واقع شده‌است. هکست ۵۸۶٫۱۴ متر بالاتر از سطح دریا واقع شده‌است.